# You're my sunshine
〈You're my sunshine〉은 일본의 가수 아무로 나미에의 여섯 번째 싱글 앨범으로, 1996년 6월 5일 발매되었다. (8cm CD: AVDD-20127) 이 노래는 빠른 템포의 댄스 곡이며, 코러스에는 카하라 토모미가 참여했다. 곡의 작사와 작곡, 편곡 모두를 코무로 테츠야가 혼자 도맡았으며, 발매 후 초동 40만 장의 판매량을 올려 아무로 나미에의 싱글 중에서 가장 많은 초동 판매량을 기록하고 있는 작품이다. 누적 출하량은 135만 장으로 알려져 있다. 이 곡은 아무로 본인이 출연했던 브리스톨 마이어스 스큅 (지금의 시세이도)의 96년도 광고에도 사용되었다.
2013년 9월경에 곡의 제작자 코무로는 ITunes Store 한정으로 발매했던 리믹스 음반 《DEBF EDM 2013 SUMMER》에 이 곡을 담아냈으며, 곡에는 "2013 SUMMER"라는 부제가 붙었다. 이듬해 코무로가 발표한 두 번째 솔로 음반 《TETSUYA KOMURO EDM TOKYO》에 다시 한번 수록되는데, 이 음반에서는 〈You're my sunshine 2014〉라는 이름으로 실렸다.

## 수록곡
- 코러스 어레인지 : 조이 존슨 (Joey Johnson)
- 믹싱 & 리믹스 : 에디 델레나 (Eddie DeLena)

| #            | 제목                                                | 작사          | 작곡          | 편곡          | 재생 시간 |
| ------------ | --------------------------------------------------- | ------------- | ------------- | ------------- | --------- |
| 1.           | 〈〈You're my sunshine〉〉 (STRAIGHT RUN)           | 코무로 테츠야 | 코무로 테츠야 | 코무로 테츠야 | 5:39      |
| 2.           | 〈〈You're my sunshine〉〉 (EDDIE DELENA DANCE MIX) |               |               |               | 6:28      |
| 3.           | 〈〈You're my sunshine〉〉 (TV MIX)                 |               |               |               | 5:36      |
| 총 재생 시간 | 총 재생 시간                                        | 총 재생 시간  | 총 재생 시간  | 총 재생 시간  | 17:43     |